# Chronicon Burgense
Il Chronicon Burgense è una raccolta di annali scritti in latino che, insieme agli Annales Compostellani e al Chronicon Ambrosianum, possono formare un gruppo di storie correlate, talvolta chiamate Efemérides riojanas perché potrebbero essere state compilate a La Rioja. 
La cronaca prende il nome dalla cattedrale di Burgos, dove è stata scoperta su un foglio di un necrologio/calendario del XIII secolo sopravvissuto. Si occupa principalmente di questioni nel Regno di Castiglia e potrebbe essere stato scritto a Burgos, la capitale castigliana. Tocca anche il Regno di Navarra (in cui ricadeva La Rioja) e copre il periodo dalla nascita di Gesù alla battaglia di Las Navas de Tolosa nel 1212. Utilizza il sistema di datazione dell'era spagnola e non l'Anno Domini. 

È una fonte unica per diversi dettagli relativi alla prima storia castigliana. Quello che segue è un estratto:
Era MCXV. Fuit hiems gravissima a festivitate S. Martini usque ad Quadragesimam, & in ipso anno pugnaverunt duo milites pro lege Romana, & Toletana in die Ramis palmarum , & unus eorum erat Castellanus, & alius Toletanus, & victus est Toletanus a Castellano.
La prima edizione a stampa fu realizzata nel 1721 a Madrid. Nel 1767 la cronaca fu pubblicata come appendice al ventitreesimo volume di España Sagrada. Questa edizione divenne la base per tutte le successive pubblicazioni di questa fonte storica.

## Edizioni
- Florez H., España Sagrada - Chronicon Burgense, Madrid, Antonio Marin, 1767,  pp. 305-310.